# Lophocampa significans
Lophocampa significans là một loài bướm đêm thuộc phân họ Arctiinae, họ Erebidae.